# Palappallam
Palappallam es una ciudad y nagar Panchayat situada en el distrito de Kanyakumari en el estado de Tamil Nadu (India). Su población es de 18589 habitantes (2011).

## Demografía
Según el censo de 2011 la población de 18589 era de Palappallam habitantes, de los cuales 8990 eran hombres y 9599 eran mujeres. Palappallam tiene una tasa media de alfabetización del 91,58%, superior a la media estatal del 80,09%: la alfabetización masculina es del 92,61%, y la alfabetización femenina del 90,63%.